# Eleições na República da China (1912–1949)
As eleições na República da China variavam de gabinete para gabinete, mas todas seguiam uma espécie de Sistema Westminster (Parlamentarismo); durante o governo provisório de Sun Yat-sen, as eleições de 1911 foram indiretas, pois não foi possivel abrir eleições para a recem criada Assemblai Nacional, mas em 1912 e 1913 ocorreram as primeiras eleições da história da China, no caso, as Eleições para a Assembleia Nacional Chinesa de 1912 e a Eleição presidencial na China em 1913. Ainda que estas eleições tiveram 40% da participação da população chinesa, devido a problemas de comunicação, distância além de questões relacionadas ao elitismo, elas marcaram o breve inicio das Eleições na China. Durante todo o período republicano, de Janeiro de 1912 até Dezembro de 1949, o governo apenas conseguiu organizar sete eleições, e isso deve a instabilidade política criada por Yuan Shikai após o golpe monarquista em 1915. Durantes as eleições para a assembleia nacional, órgão legislativo da República da China de 1912 até 2005 (Em Taiwan), a maior parte deles foram amplamente vencidas pelo Partido Nacionalista da China quando ainda era legalizado pelo governo de Pequim.
Quando os nacionalistas foram colocados na ilegalidade e se reorganizaram em Cantão, no Governo da República da China em Guangzhou, eles nunca reconheceram as eleições, tanto presidenciais como parlamentares, declarando que apenas as eleições de 1911 e 1912 foram oficias por terem sido executadas pela assembleia nacional antes da dissolução do parlamento em 1913.

## Lista de eleições na China (1911 - 1947)

### Eleições Presidenciais
| Ano             | Votos do Eleitorado (%) | Vencedor        | Nota                              |
| --------------- | ----------------------- | --------------- | --------------------------------- |
| Eleição de 1911 | 16 (94.11%)             | Sun Yat-sen     |                                   |
| Eleição de 1912 | 17 (100%)               | Yuan Shikai     | Apontado pela Assembleia Nacional |
| Eleição de 1913 | 500 (71.12%)            | Yuan Shikai     |                                   |
| Eleição de 1918 | 425 (98.15%)            | Xu Shichang     |                                   |
| Eleição de 1923 | 480 (81.36%)            | Cao Kun         | Manipulada                        |
| Eleição de 1948 | 2,430 (90.03%)          | Chiang Kai-shek |                                   |

### Eleições Parlamentares
| Ano              | Assentos (total) | Maior Partido/Facção | Líder do Partido/Facção | Nota                                           |
| ---------------- | ---------------- | -------------------- | ----------------------- | ---------------------------------------------- |
| Eleições de 1912 | 401 / 870        | Partido Nacionalista | Song Jiaoren            |                                                |
| Eleições de 1918 | 342 / 574        | Clube Anfu           | Wang Yitang             |                                                |
| Eleições de 1947 | c. 2000 / 3,045  | Partido Nacionalista | Chiang Kai-shek         |                                                |
| Eleições de 1948 | 710 / 759        | Partido Nacionalista | Chiang Kai-shek         | 1ª eleição legislativa constitucional da China |